# فینال جام حذفی فوتبال انگلستان ۱۹۸۶
فینال جام حذفی فوتبال انگلستان ۱۹۸۶، رقابت پایانی جام حذفی فوتبال انگلستان در سال ۱۹۸۶ میلادی است که مابین دو تیم باشگاه فوتبال لیورپول و باشگاه فوتبال اورتون در ورزشگاه ومبلی لندن برگزار شده‌است.
این مسابقه که در تاریخ ۱۰ مه ۱۹۸۶ انجام شده‌است با نتیجه ۳ بر ۱ به سود تیم باشگاه فوتبال لیورپول به پایان رسید.